# Josef Anýž

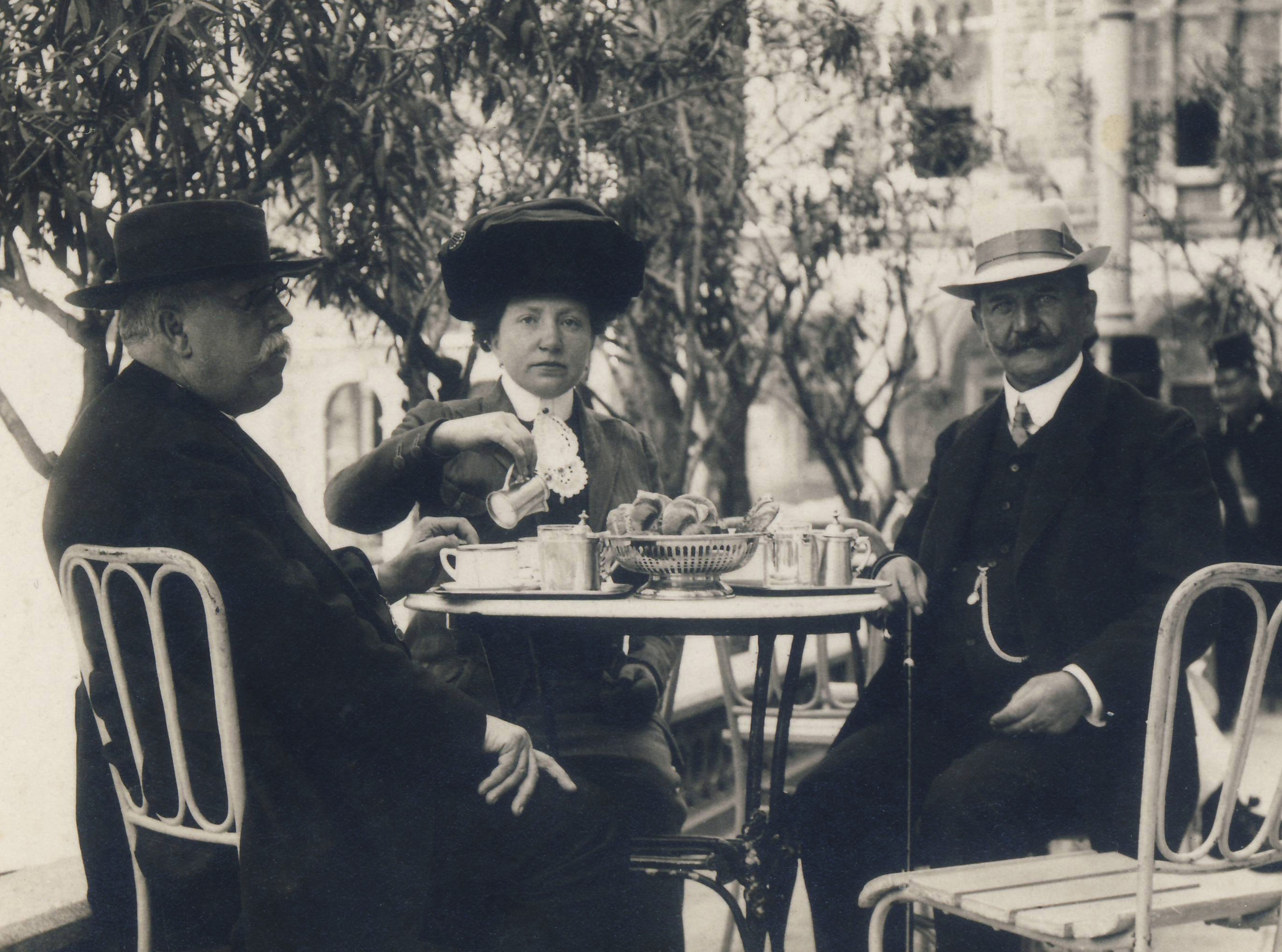
Josef Anýž (vlevo) se svou sestrou a velkoobchodníkem s kávou Kulíkem na náměstí sv. Blažeje, Dubrovník, 1911

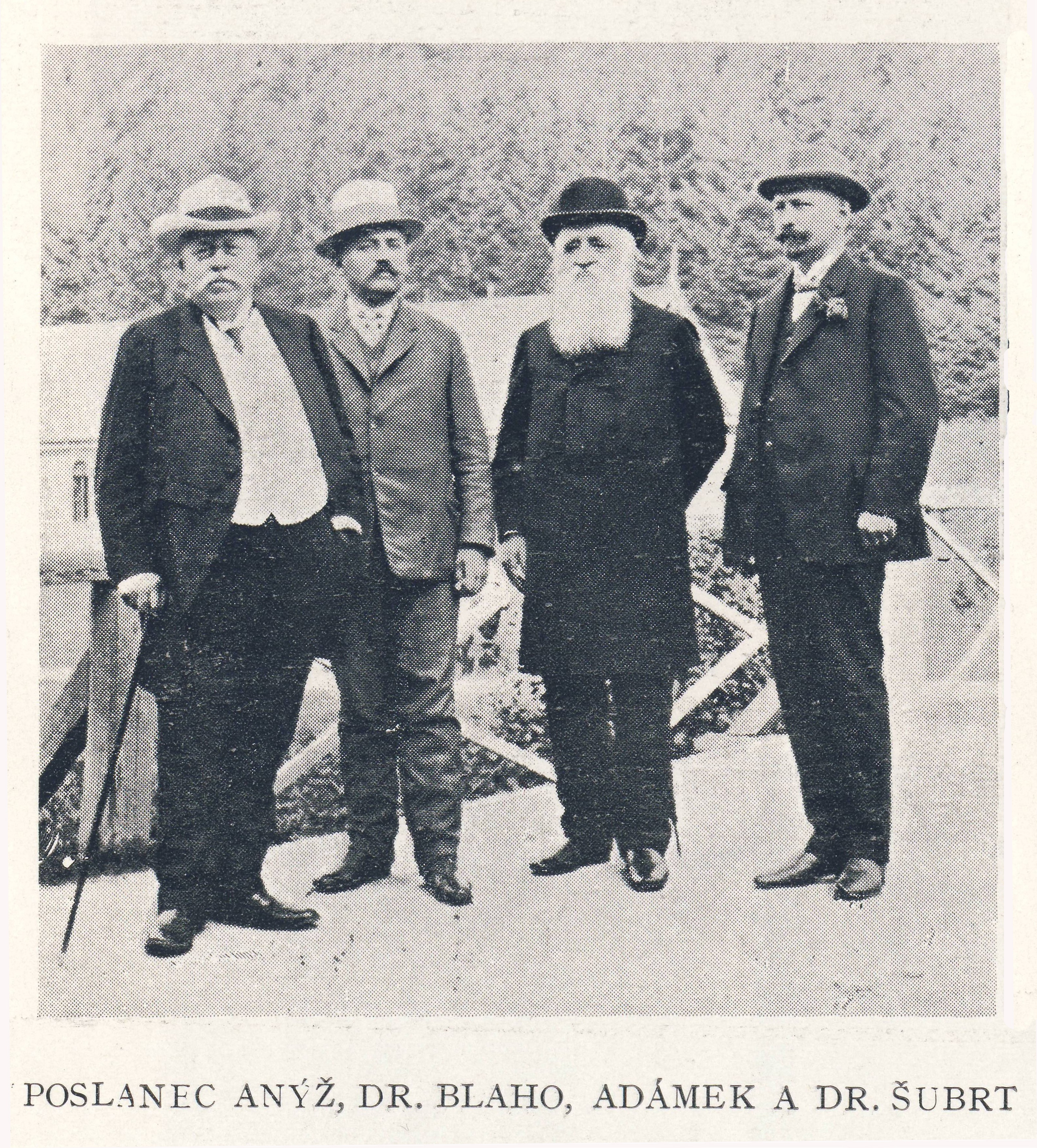
Poslanci Josef Anýž, Pavel Blaho (agrárník), Karel Adámek a Eduard Šubrt v Luhačovicích 1911

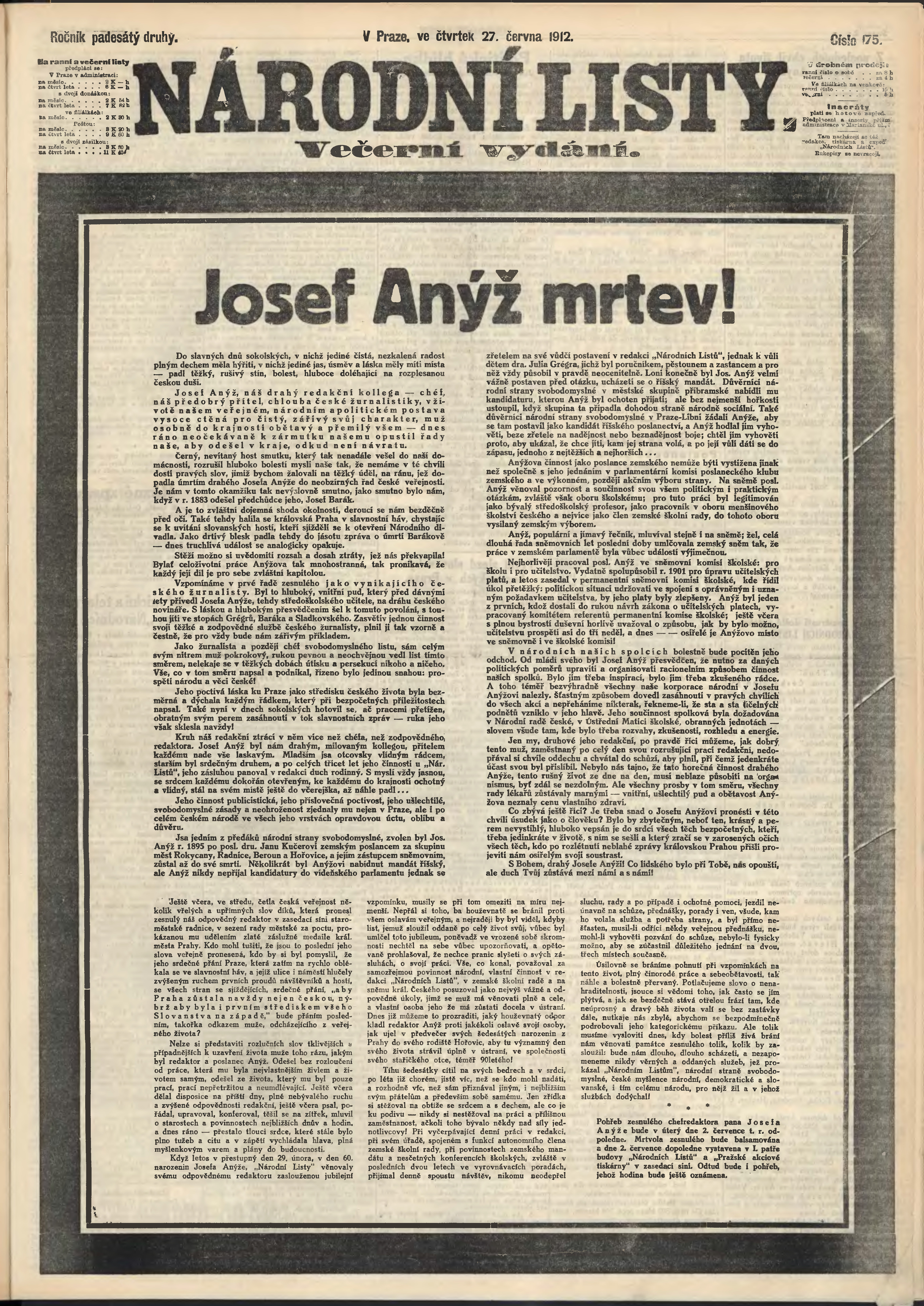
Národní listy ze dne 27.6.1912, titulní strana s oznámením úmrtí Josefa Anýže

Josef Anýž (29. února 1852 Hořovice – 27. června 1912 Praha-Nové Město) byl český politik, novinář a pedagog.

## Život
Byl nejstarším z deseti dětí hořovického obchodníka s dřívím Josef Anýže (* 1824). Jeho rodný dům č. p. 16 stával v Hořovicích v Pražské ulici vedle domu „U modré boty“, přímo v ose dnešní Jiráskovy ulice. Obecnou školu navštěvoval Anýž ve Velké Vísce, protože v té době Hořovice ještě vlastní školu neměly. Na radu učitelů ho rodiče dali na vyšší reálnou školu v Praze, poté absolvoval pražskou polytechniku. Již za studentských let se zapojil do vznikajícího národního života a byl činný v mnoha spolcích. Zpočátku působil jako učitel Vocelova pražského ústavu a Ženského výrobního spolku. Po soukromých studiích byl jmenován suplujícím profesorem na Karlo-Ferdinandově c. k. univerzitě a suplujícím profesorem české vyšší reálky v Praze, kde sám studoval. Vyučoval tam matematiku a deskriptivu. V roce 1878 se rozloučil s povoláním učitele a nastoupil redakce politického časopisu Občan v Brně a v roce 1879 přešel do pražské redakce Šimáčkova Posla z Prahy a odtud později do Českých novin. Od roku 1882 už byl členem redakce Národních listů a po smrti Josefa Baráka se v  listopadu 1883 stal šéfredaktorem tohoto tehdy největšího a nejvlivnějšího deníku. Byl jím až do své smrti, tj. celých 29 let. Anýžův plat činil na vrcholu jeho kariéry podle dochované smlouvy z roku 1910 ročně 6240 korun plus nemocenské a sociální pojištění. Své práci v novinách byl do té míry oddán, že stejně jako předtím Grégr odmítl kandidaturu do vídeňské říšské rady. V rodině původního vydavatele Národních listů Julia Grégra požíval Anýž značné důvěry - když se v roce 1893 nemocný Grégr vzdal veškeré činnosti, pověřilo redakční direktorium vydáváním listu právě Anýže a když v roce 1896 Grégr zemřel, stal se Anýž ze závěti poručníkem Grégrových nezletilých dětí. Pro své sociální cítění byl také znám svými přednáškami v dělnických spolcích a působením v Národní jednotě severočeské a pošumavské. Vedl demokratický spolek Havlíček. Byl členem spolku pro zbudování pomníku mistra Jana Husa na Staroměstském náměstí, nejvíce oceňoval návrh řešení Ladislava Šalouna. Od roku 1902 byl členem zemské školní rady a byl zároveň členem výboru Ústřední matice školské, získáváním prostředků aktivně podporoval zakládání českojazyčných škol v jazykově smíšených oblastech Rakouska-Uherska. Na úrovni ministerstva vyučování se zasadil též o zřízení reálného gymnázia v Berouně. K jeho dobré znalosti školských poměrů přispívala spolupráce s redaktorem F.V. Moravcem a s Jindřichem Metelkou.
V roce 1895 byl zvolen zemským poslancem sněmu království Českého za Hořovice, Beroun, Radnice a Rokycany. Na půdě sněmu se zasloužil mj. zejména o úpravu učitelských platů a v roce 1899 o vydání průvodních předpisů ke školnímu řádu. Mezi poslanci představoval spíše radikální křídlo, za autoritativní postoj Národních listů bylo po volbách v roce 1900 považováno Anýžovo rozhodnutí nepřijmout do poslaneckého klubu agrárníky a národní sociály, což ovšem v konečném důsledku vedlo k určitému oslabení strany.
Byl členem Národní strany svobodomyslné – mladočechů a byl znám svým protirakouským smýšlením. Jako šéfredaktor periodika ve své době utvářejícího veřejné mínění byl, i s ohledem na jeho poslanecký post, respektovanou osobou, v souvislosti s uveřejňovanými články však čelil i žalobám. V některých případech sám požádal o zbavení poslanecké imunity. Anýž byl zastáncem ideje panslavismu, na Slovenské výstavě v Hodoníně v roce 1905 pronesl toto „(...) jsme jediný národ českoslovanský. Naší chybou a slabostí bylo, že nás dovedli Němci rozdělit a nad námi panovat. Víme, že v této říši jsou vlády, které četným národům říše berou nejdražší kulturní statek: jejich národní jazyk. Tím ztěžuje se jejich pokrok i ve všem ostatním. Na to, co Maďaři páší na Slovácích, dívá se celá Evropa s klidem.“ S mnoha dalšími osobnostmi vystoupil 1. března 1908 na velkolepém pohřbu básníka Svatopluka Čecha.
Byl také jedním ze svolavatelů tzv. reskriptové schůze v Praze v roce 1893, jejíž potlačení vyústilo 13. září toho roku k uvalení výjimečného stavu na Prahu a okolí. Ten trval až do roku 1895, v tomto období byly Národní listy téměř obden konfiskovány a hrozilo jim zastavení. Anýž se svým právním zástupcem Janem Podlipným však noviny proti státním návladním vždy úspěšně bránil. V roce 1911 dostal informaci, že žamberský soudce a poslanec české národně sociální strany Karel Šviha je tajným spolupracovníkem c.k. policie. Národní listy byly orgánem mladočeské strany - Národní strany svobodomyslné, která v té době vyjednávala volební koalici právě s národními socialisty, proto se Anýž rozhodl celou věc nepublikovat. Na základě dokumentů z Anýžovi redakční pozůstalosti odstartoval tento skandál až v roce 1914 jeho následovník Servác Heller. Svatopluk Machar tuto událost komentuje ve svém díle Satiricon a Anýže zmiňuje v části Musa Pedestris v oddíle 7. Krátce před smrtí, 30. dubna 1912, obdržel Anýž Zlatou medaili města Prahy za zásluhy.
Zemřel 27. června 1912 v půl osmé ráno ve svém pražském bytě ve Vojtěšské ulici č. 240/11. Jako příčinu smrti stanovili přivolaní lékaři srdeční selhání. Smuteční oznámení vyšlo téhož den na titulní straně večerního vydání Národních listů. Mezi účastníky pohřebního průvodu, který se 2. července vydal ze sídla deníku, kde bylo tělo vystaveno, na Vyšehrad, byli Alois Jirásek, Jaroslav Kvapil, primátor města Prahy Karel Groš, poslanci Alois Rašín, Karel Kramář a mnoho dalších osobností z veřejného života. Pohřben je na Vyšehradském hřbitově, hrobka č. 6, odd. VI. Autorem Anýžova náhrobku je jeho příbuzný řezbář, návrhář a výrobce kovových uměleckých předmětů Franta Anýž.